# Ordine al merito del Brunei
L'Illustrissimo ordine al merito del Brunei è un ordine cavalleresco del Brunei.

## Storia
L'ordine è stato fondato nel febbraio 1964 per premiare servizi distinti e meritori.

## Classi
L'ordine dispone delle seguenti classi di benemerenza che danno diritto a dei post nominali qui indicati tra parentesi:
- Membro di I classe (PSLJ)
- Membro di II classe (DSLJ)
- Membro di III classe (SLJ)

## Insegne
- Il nastro è verde e con al centro e sui bordi una striscia rossa, sono presenti inoltre tre strisce gialle caricate di una blu scuro.